# 贾启允
贾启允（1914年3月—2004年4月12日），男，山西闻喜人，中华人民共和国政治人物。

## 生平
早年参加山西牺牲救国同盟会，后担任山西青年抗敌决死队三纵32团政治主任，后来改任8团政委。1940年，改任9团政委；同年随部改编入八路军太行第三军分区，任军分区政治部副主任。第二次国共内战期间，任中共太岳区三地委副书记兼组织部部长、中共太岳区运城地委副书记、中共晋绥分局第十一地委书记。中华人民共和国成立后，担任中共温江地委书记、中共成都市委第三书记。是中共八大代表。1954年1月至1958年11月，任国家统计局副局长，1958年11月至1961年6月，任国家统计局局长。前粮食部办公厅主任周伯萍称，他当时和贾启允、粮食部长陈国栋做了一个电话调查，统计得出死亡几千万，报告送交毛泽东、周恩来，周要求他们销毁。1961年，任中共四川省委书记处书记。1965年，任中共贵州省委第一书记。文革爆发后，1967年1月贾启允在一月风暴全国夺权的形势下下台。
1975年10月，贾启允任中共云南省委第一书记兼云南省革命委员会主任，任至1977年2月。1975年10月至1977年2月，兼昆明军区政治委员。1975年10月，贾启允出任中共云南省委第一书记行前，邓小平要贾启允放手“整顿”，“不要怕当还乡团”。（“还乡团”出自土地革命战争时期，农民造反，地主逃离，农民分了地主的土地及财产，地主组织“还乡团”对农民“反攻倒算”。文革时“还乡团”的含义是：“走资派”复职后否定文化大革命，报复造反派。）类似的话邓小平同期还对即将赴任中共四川省委第一书记的赵紫阳说过。在反击右倾翻案风中，贾启允将邓小平说的这些话揭发出来。“还乡团”由此成了邓小平的罪状之一。贾启允揭发后，“四人帮”找赵紫阳了解这次谈话的内容，被赵紫阳掩盖过去。1976年粉碎“四人帮”后，贾启允很快就在1977年2月下台。
1979年3月，贾启允出任河北省石家庄地区行署副专员。1983年4月，调任河北省政协副主席、党组副书记。
2004年4月12日，贾启允在石家庄病逝，享年90岁。